# Kałasznikow CV-1
Kałasznikow CV-1 – prototyp elektrycznego samochodu miejskiego Koncernu Kałasznikow, wzorowany stylistycznie na karoserii modelu IŻ 2125 Kombi i wyposażony w silnik o mocy 220 kW, zaprezentowany w 2018 r. na rosyjskich targach technologii wojskowych Army 2018. 